# Mohrbach (Seebach)
Der Mohrbach, oder auch Moorbach, ist ein gut 13 Kilometer langer, nordwestlicher und linker Zufluss der Seebach in Mittelfranken.

## Geographie

### Verlauf
Der Mohrbach entspringt als Strichweiherbach am nordöstlichen Fuße des 336 m ü. NHN hohen Heubergs auf einer Höhe von 312 m ü. NHN zwischen dem Weisendorfer Gemeindeteil Boxbrunn und dem Höchstadter Gemeindeteil Mechelwind einem kleinen Weiher.
Der Bach durchfließt in ostnordöstlicher Richtung  zunächst die Weiherkette der Ochsenweiher, dann die Vockweiher und danach den Kleinen Strichweiher. Er läuft dann am Großen Strichweiher entlang, knickt bei den Viertelweihern scharf nach Nordnordwesten ab, um dann beim Drittelweiher seine alte Laufrichtung wieder aufzunehmen. Er läuft danach weiter zwischen dem Blätterweiher im Norden und dem Großen Weiher im Süden und schlägt dann einen kleinen Bogen nach links und fließt südlich erst am Weinbert- und danach am Steigsee vorbei.  Bei der Flur Großer Anger läuft er Richtung Ostsüdosten am Letzten Weiher vorbei und verlässt das Weihergebiet.
Er zieht nun durch Felder südwärts, umfließt dann von Westen das zur Gemeinde Heßdorf als Gemeindeteil gehörende Dorf Hesselberg. Danach fließt er südwärts am auf seiner linken Seite stehenden bewaldeten 300 m ü. NHN  hohen Altenberg vorbei. Auf der anderen Seite liegt dort der kleine Lauterweiher. Er läuft nun ostwärts durch Felder nördlich am Dorf Niederlindach, das als Gemeindeteil zu Heßdorf gehört, vorbei. Er  unterquert dort die St 2240, schlägt einen Bogen nach Norden und kreuzt danach die E 45/A 3.
Er zieht nun in Richtung Südsüdosten westlich zuerst am Vorderen Tiefweiher, dann am Röhracher Weiher und danach am ebenfalls zu Heßdorf gehörenden Dorf Röhrach vorbei. Er fließt nun in einem schmalen rechts und links zwischen Wälder liegenden Grünstreifen westlich am 307 m ü. NHN hohen Eichelberg vorbei. Dort wird er beim Kronersweiher rechtsseitig von der Lindach gespeist.
Er passiert nun die Kreisgrenze nach Erlangen und zieht dann zwischen der bewaldeten Flur Grünau auf seiner rechten Seite und der landwirtschaftlich genutzten Flur Moorau auf der linken an einer kleineren Weiherkette vorbei, sodann erreicht er den Ostrand der zum Erlangener Stadtteil Nordwest gehörenden Gemarkung Dechsendorf.
Er läuft nun am Westrand der Ortschaft entlang, unterquert noch die Hemhofener-Straße und mündet schließlich auf einer Höhe von 280 m ü. NHN bei Dechsendorf von links und von Nordwesten in die aus dem Westen heranziehenden Seebach.
Sein 13,1 km langer Lauf endet 32 Höhenmeter unterhalb seiner Quelle, er hat somit ein mittleres Sohlgefälle von 2,4 ‰.

### Einzugsgebiet
Das 37,61 km² große Einzugsgebiet des Mohrbachs zählt naturräumlich zum Aischgrund, es wird aber nicht über die Aisch, sondern über die Seebach, den Main-Donau-Kanal, die Regnitz, den Main und den Rhein zur Nordsee entwässert. Die Seebach hat bis vor dem Mohrbach ein etwas kleineres Einzugsgebiet als dieser.
Das Mohrbach-Einzugsgebiet grenzt
- im Nordosten und Osten an das des Forstgrabens, eines späteren Zuflusses der Seebach;
- im Süden an das der Seebach selbst;
- im Westen an das des Aschenbachs, der zur Aisch fließt, die erst unterhalb der Seebach die Regnitz speist;
- im Norden an das der weiteren Aisch-Zuflüsse Schwarzenbach und Staffelbach.

Die höchste Erhebung ist der 350 m ü. NHN hohe Dachsberg im Westen des Einzugsgebietes.
Im Einzugsgebiet des Mohrbachs liegt eine große Zahl von Weihern. Ansonsten wird es landwirtschaftlich genutzt, mit Wäldern vor allem in den Randbereichen. Eine größere Waldinsel auch im Zentrum ist der Hegnichtswald. Der weitere Mündungsbereich ist bewaldet und die Mündung selbst liegt im Ort Dechsendorf.

### Zuflüsse
- Lindach (rechts), 5,1 km (mit Oberlauf 10,3 km)

## Geologie
Das Einzugsgebiet wird von Sandstein-Tonstein-Wechselfolge mit Dolomitsteinlagen der Löwenstein-Formation des Mittleren Keupers geprägt. Nach Südosten finden sich zunehmend Sandsteine mit Chalcedonlagen.
In der Aue und im Mündungsbereich dominieren quartäre Kies-, Sandgesteine.

## Natur und Umwelt
Im Quellbereich im Bereich der Ochsenweiher wachsen Großseggenriede, Seggen- und binsenreiche Nasswiesen und sind Sümpfe mit Unterwasser- und Schwimmblattvegetation.
Im Bereich der Teiche bei Mohrhof, Gemeindeteil der Stadt Höchstadt, liegt ein Fauna-Flora-Habitat mit biologisch wertvollen Feucht- und Naßwiesen.
Am westlichen Ortsrand von Hesselberg bei den Gesalzenen Wiesen-Weiher befindet sich artenreiches Feuchtgrünland und nördlich des Altenbergs binsenreiche Nasswiesen.
Nördlich von Niederlindbach finden sich Großseggenriede, binsenreiche Nasswiesen, Sümpfe und Landröhrichte, im Bereich von Röhrach sind außerdem noch Zwergstrauch- und Ginsterheiden.
Auch am weiteren Bachlauf befinden sich wertvolle Feuchtwiesenbereiche mit großer Artenvielfalt.